# Pezinok
Pezinok – miasto powiatowe w zachodniej Słowacji, u podnóża Małych Karpat, około 20 km na północny wschód od Bratysławy. Około 21,2 tys. mieszkańców. Słynie z winnic przynależących do obszaru Winnic Małokarpackich, wyrabiających jedne z najlepszych markowych win na Słowacji. Pierwsza wzmianka o miejscowości pochodzi z 1208 roku. W mieście rozwinął się przemysł winiarski, ceramiczny oraz drzewny.

## Postacie związane z miastem
W Pezinku urodziło się wielu znaczących przedstawicieli słowackiej myśli religijnej i historycznej, artystów, pisarzy i in.:
- Ján Kupecký (1667-1740) – wybitny malarz późnobarokowy;
- Ján Krstiteľ Najmar (1696-1766) – ksiądz katolicki, autor utworów religijnych, historycznych i geograficznych, rektor gimnazjum jezuickiego w Pezinku;
- Ján Borot (1757-1832) – ksiądz ewangelicki, pisarz religijny;
- Ján Gros (1759-1839) – dyrektor gimnazjum w Modrej oraz profesor i rektor liceum ewangelickiego w Bratysławie;
- Richard Réti (1889-1929) – jeden z czołowych szachistów początku XX wieku;
- Štefan Polkoráb (1896-1951) – malarz, portrecista i autor scen rodzajowych;
- František Bokes (1906-1968) – historyk, geograf, edytor dzieł twórców słowackich XIX w.;
- Ľudovít Rajter (1906-2000) – kompozytor, w latach 1949–1976 pierwszy dyrygent Filharmonii Słowackiej;
- Eugen Suchoň (1908-1993) – kompozytor, autor oper;
- Štefan Sandtner (1916-2006) – ksiądz katolicki, poeta, prześladowany przez reżim komunistyczny;
- Imrich Hornáček (1925-1977) – redaktor, dziennikarz sportowy;
- Dušan Slobodník (1927-2001) – więzień gułagów, pisarz, teoretyk literatury, tłumacz, po 1989 r. polityk;
- Zuzana Čaputová (ur. 1973) – prezydent Słowacji

## Miasta partnerskie
źródło:
- Izola
- Mladá Boleslav
- Mosonmagyaróvár
- Neusiedl am See